# Elms College
L'Elms College è un'università privata di indirizzo cattolico con sede a Chicopee, nello stato americano del Massachusetts.
Le origini del college si ricollegano con quelle dell'Academy of Our Lady of the Elms, aperta nel 1897 dalle suore di San Giuseppe. Nel 1928, con l'approvazione dello stato del Massachusetts, la scuola divenne un college femminile e prese il nome di College of Our Lady of the Elms